# The Siren's Song (film fra 1919)
The Siren's Song er en amerikansk stumfilm fra 1919 af J. Gordon Edwards.

## Medvirkende
- Theda Bara som Marie Bernais
- Al Fremont som Jules Bernais
- Ruth Handforth som Caroline
- Alan Roscoe som Gaspard Prevost
- Lee Shumway som Raoul Nieppe